# Lista tomów serii Moja gwiazda
Ten artykuł zawiera listę tomów serii Moja gwiazda napisanej przez Akę Akasakę i zilustrowanej przez Mengo Yokoyari, ukazywanej w magazynie „Shūkan Young Jump” wydawnictwa Shūeisha od 23 kwietnia 2020 do 14 listopada 2024. Pierwszy tom tankōbon ukazał się 17 lipca 2020, natomiast ostatni, 16. tom, wydano 18 grudnia 2024.
Od kwietnia 2022 seria była publikowana w języku angielskim w serwisie oraz aplikacji mobilnej Manga Plus. W Polsce manga jest wydawana przez Studio JG od 21 października 2022.
| Nr | Język japoński       | Język japoński         | Język polski         | Język polski           |
| Nr | Data wydania         | ISBN                   | Data wydania         | ISBN                   |
| --- | -------------------- | ---------------------- | -------------------- | ---------------------- |
| 1 | 17 lipca 2020        | ISBN 978-4-08-891650-7 | 21 października 2022 | ISBN 978-83-8001-975-1 |
| Lista rozdziałów - 001. Matka i dzieci (jap. 母と子 Haha to ko) - 002. Brat i siostra (jap. 兄と妹 Ani to imōto) - 003. Opiekunka (jap. ベビーシッタ Bebīshittā) - 004. Jak się uśmiechać (jap. 笑顔の作り方 Egao no tsukurikata) - 005. Reżyser i aktorka (jap. 監督と女優 Kantoku to joyū) - 006. Aktorzy dziecięcy (jap. 子役達 Koyaku-tachi) - 007. Strach przed upadkiem sprawia, że się przewracasz (jap. 転ぶの恐れれば余計に転ぶ Korobu no osorereba yokei ni korobu) - 008. Ai Hoshino – prequel (jap. 星野アイ前編 Hoshino Ai zenpen) - 009. Ai Hoshino – finał (jap. 星野アイ後編 Hoshino Ai kōhen) - 010. Prolog (jap. イントロダクション Intorodakushon) |                      |                        |                      |                        |
| 2 | 16 października 2020 | ISBN 978-4-08-891717-7 | 30 stycznia 2023     | ISBN 978-83-8257-058-8 |
| Lista rozdziałów - 011. Casting (jap. オーディション Ōdishon) - 012. Trzecia opcja (jap. 三つ目の選択肢 Mittsume no sentakushi) - 013. Formalności (jap. 手続き Tetsudzuki) - 014. Koneksje (jap. コネクション Konekushon) - 015. Ekranizacja mangi (jap. 漫画原作ドラマ Manga gensaku dorama) - 016. Talent aktorski (jap. 演技力 Engi-ryoku) - 017. Występ (jap. 演出 Enshutsu) - 018. Mała pochwała (jap. 小さな称賛 Chīsana shōsan) - 019. Klasa artystyczna (jap. 芸能科 Geinō-ka) - 020. Rekrutacja (jap. 加入 Kanyū) |                      |                        |                      |                        |
| 3 | 19 lutego 2021       | ISBN 978-4-08-891801-3 | 31 marca 2023        | ISBN 978-83-8257-147-9 |
| Lista rozdziałów - 021. Miłosny reality show (jap. 恋愛リアリティショー Ren’ai riariti shō) - 022. Samozwańcze idolki (jap. 自称アイドル Jishō aidoru) - 023. Pozostawić po sobie ślad (jap. 爪痕 Tsumeato) - 024. Egosurfing (jap. エゴサーチ Ego sāchi) - 025. Hejt (jap. 炎上 Enjō) - 026. Burza (jap. 嵐 Arashi) - 027. Szum (jap. バズ Bazu) - 028. Budowanie postaci (jap. 役作り Yaku tsukuri) - 029. Jak dwie krople wody (jap. 完コピ Kan kopi) - 030. Pierwszy raz (jap. 初めて Hajimete) |                      |                        |                      |                        |
| 4 | 19 maja 2021         | ISBN 978-4-08-891872-3 | 13 czerwca 2023      | ISBN 978-83-8257-175-2 |
| Lista rozdziałów - 031. Zakochajmy się w sławie (jap. 今ガチ Ima gachi) - 032. Odpowiedni wiek (jap. 適正年齢 Tekisei nenrei) - 033. Motywacja (jap. モチベーション Mochibēshon) - 034. W centrum (jap. センター Sentā) - 035. Poczucie obowiązku (jap. 責任感 Sekinin-kan) - 036. Noc przed (jap. 前夜 Zen’ya) - 037. Presja (jap. プレッシャー Puresshā) - 038. Bez faworytek (jap. 箱推し Hako oshi) - 039. Całkiem spoko praca (jap. ちょっと楽しいお仕事 Chotto tanoshī oshigoto) - 040. Rywalki (jap. 負けず嫌い Makezugirai) |                      |                        |                      |                        |
| 5 | 18 sierpnia 2021     | ISBN 978-4-08-892056-6 | 31 lipca 2023        | ISBN 978-83-8257-231-5 |
| Lista rozdziałów - 041. Zapoznanie obsady (jap. 顔合わせ Kaoawase) - 042. Czytanie scenariusza (jap. 読み合わせ Yomiawase) - 043. Na przegranej pozycji (jap. 負けヒロイン Make hiroin) - 044. Wizytacja (jap. 見学 Kengaku) - 045. Głuchy telefon (jap. 伝言ゲーム Dengon gēmu) - 046. Scena (jap. 箱 Hako) - 047. Odwiedziny w miejscu pracy (jap. 職場訪問 Shokuba hōmon) - 048. Krytyczny moment (jap. 修羅場 Shuraba) - 049. Poprawki (jap. リライティング Riraitingu) - 050. Gra emocjami (jap. 感情演技 Kanjō engi) |                      |                        |                      |                        |
| 6 | 19 listopada 2021    | ISBN 978-4-08-892135-8 | 11 października 2023 | ISBN 978-83-8257-272-8 |
| Lista rozdziałów - 051. Śledztwo (jap. 考察 Kōsatsu) - 052. Chłopak i dziewczyna (jap. カレシカノジョ Kareshi kanojo) - 053. Podryw (jap. 軟派 Nanpa) - 054. Punkt sporny (jap. 対立軸 Tairitsu-jiku) - 055. Kurtyna w górę (jap. 開幕 Kaimaku) - 056. Pierwsza walka (jap. 緒戦 Shosen) - 057. Miernota (jap. ヘタクソ Heta kuso) - 058. Rozwój (jap. 成長 Seichō) - 059. Wielbicielka (jap. 憧れ Akogare) - 060. Słońce (jap. 太陽 Taiyō) |                      |                        |                      |                        |
| 7 | 18 lutego 2022       | ISBN 978-4-08-892224-9 | 21 grudnia 2023      | ISBN 978-83-8257-334-3 |
| Lista rozdziałów - 061. Elastyczność (jap. 受け Uke) - 062. Improwizacja (jap. アドリブ Adoribu) - 063. Genialna aktorka (jap. 天才役者 Tensai yakusha) - 064. Bodziec (jap. トリガー Torigā) - 065. Żal (jap. 後悔 Kōkai) - 066. Kurtyna opada (jap. 閉幕 Heimaku) - 067. Wspólne wyjście (jap. 飲み会 Nomikai) - 068. Wyzwolenie (jap. 開放 Kaihō) - 069. Room tour (jap. ルームツアー Rūmu tsuā) - 070. Płomień (jap. 火 Hi) |                      |                        |                      |                        |
| 8 | 17 czerwca 2022      | ISBN 978-4-08-892363-5 | 4 marca 2024         | ISBN 978-83-8257-382-4 |
| Lista rozdziałów - 071. Kładka (jap. 歩道橋 Hodōkyō) - 072. Wolność (jap. 自由 Jiyū) - 073. Dobry gust (jap. スマート Sumāto) - 074. Takachiho (jap. 高千穂) - 075. Dwie matki (jap. 母親と母親 Hahaoya to hahaoya) - 076. Teledysk (jap. MV ) - 077. Ponowne spotkanie (jap. 再会 Saikai) - 078. Cudzymi rękami (jap. 利用 Riyō) - 079. Rola (jap. 役目 Yakume) - 080. Życzenie (jap. 願い Negai) |                      |                        |                      |                        |
| 9 | 19 października 2022 | ISBN 978-4-08-892429-8 | 17 maja 2024         | ISBN 978-83-8257-429-6 |
| Lista rozdziałów - 081. Gwałtowny postęp (jap. 躍進 Yakushin) - 082. Wieczór z B-Komachi (jap. B小町の夜 B-Komachi no yoru) - 083. Obsesja (jap. 入れ込み Irekomi) - 084. Autopromocja (jap. 売り込み Urikomi) - 085. Wyrachowanie (jap. 打算 Dasan) - 086. Asystent reżysera (jap. AD ) - 087. Fasada (jap. 空音 Sorane) - 088. Oferta (jap. オファー Ofā) - 089. Cosplay (jap. コスプレ Kosupure) - 090. Standardy (jap. コンプライアンス Konpuraiansu) |                      |                        |                      |                        |
| 10 | 19 stycznia 2023     | ISBN 978-4-08-892535-6 | 15 lipca 2024        | ISBN 978-83-8257-477-7 |
| Lista rozdziałów - 091. Dokopmy się do sedna! (jap. 深堀り Fukaboriri) - 092. Pokuta (jap. 禊 Misogi) - 093. Przeciek (jap. リーク Rīku) - 094. Przełom (jap. 躍進 Yakushin) - 095. Martwy punkt (jap. 盲目 Mōmoku) - 096. Białe róże (jap. 白薔薇 Shirosōbi) - 097. Hikaru Kamiki (jap. 一緒に Issho ni) - 098. Zboczyć z drogi (jap. 道を外す Michi o hazusu) - 099. Wieczór przy alkoholu (jap. 飲み Nomi) - 100. Biznes (jap. 営業 Eigyō) |                      |                        |                      |                        |
| 11 | 17 marca 2023        | ISBN 978-4-08-892630-8 | 24 września 2024     | ISBN 978-83-8257-527-9 |
| Lista rozdziałów - 101. Kyūchi (jap. 窮地) - 102. Aidoru to ren’ai (jap. アイドルと恋愛) - 103. Sukyandaru (jap. スキャンダル) - 104. Taisaku (jap. 対策) - 105. Kisha (jap. 記者) - 106. Ketsuretsu (jap. 決裂) - 107. Tomodachi (jap. 友達) - 108. Keikaku (jap. 計画) - 109. Yoru (jap. 夜) - 110. Sore ga hajimari (jap. それが始まり) |                      |                        |                      |                        |
| 12 | 19 lipca 2023        | ISBN 978-4-08-892780-0 | 29 listopada 2024    | ISBN 978-83-8257-584-2 |
| Lista rozdziałów - 111. Haikin to jōnetsu (jap. 拝金と情熱) - 112. Mirai ni mukete (jap. 未来に向けて) - 113. Shōgyō sakuhin (jap. 商業作品) - 114. Kojin-kan ōdishon (jap. 個人間オーディション) - 115. Yaku (jap. 役) - 116. Sekinin (jap. 責任) - 117. Panda (jap. パンダ) - 118. Shidō (jap. 始動) - 119. Jitsubo (jap. 実母) - 120. Jitsuryokubusoku (jap. 実力不足) |                      |                        |                      |                        |
| 13 | 17 listopada 2023    | ISBN 978-4-08-893002-2 | 30 stycznia 2025     | ISBN 978-83-8257-641-2 |
| Lista rozdziałów - 121. Tendōji Sarina (jap. 天童寺さりな) - 122. Sense (jap. せんせ) - 123. Akushu (jap. 悪手) - 124. Hanten (jap. 反転) - 125. Mabayu (jap. 眩) - 126. Manejimento (jap. マネジメント) - 127. Gārusukauto (jap. ガールスカウト) - 128. Hon yomi (jap. 本読み) - 129. Pīsu (jap. ピース) - 130. Kihon senjutsu (jap. 基本戦術) |                      |                        |                      |                        |
| 14 | 18 kwietnia 2024     | ISBN 978-4-08-893172-2 | —                    |                        |
| Lista rozdziałów - 131. Shokuzai (jap. 贖罪) - 132. Nino (jap. ニノ) - 133. Shibai (jap. 芝居) - 134. Okusoko (jap. 奥底) - 135. Hata (jap. 傍) - 136. Kenka (jap. 喧嘩) - 137. Gūzō (jap. 偶像) - 138. Seisan (jap. 清算) - 139. Rukkizumu (jap. ルッキズム) - 140. Tadashīdesu ka? (jap. 正しいですか?) - 141. Rensa (jap. 連鎖) |                      |                        |                      |                        |
| 15 | 18 lipca 2024        | ISBN 978-4-08-893303-0 | —                    |                        |
| Lista rozdziałów - 142. Sekinin (jap. 責任) - 143. Zen kōtei otaku (jap. 全肯定オタク) - 144. Gensaku fan (jap. 原作ファン) - 145. Kodomo-tachi (jap. 子供たち) - 146. Yakugara (jap. 役柄) - 147. Negai (jap. 願い) - 148. Natsunoowari (jap. 夏の終わり) - 149. Umi nite (jap. 海にて) - 150. Naifu (jap. ナイフ) - 151. Kyatchi bōru (jap. キャッチボール) - 152. Intabyū (jap. インタビュー) |                      |                        |                      |                        |
| 16 | 18 grudnia 2024      | ISBN 978-4-08-893474-7 | —                    |                        |
| Lista rozdziałów - 153. Fikushon (jap. フィクション) - 154. Jūgo-nen no uso (jap. １５年の嘘) - 155. Happīendo (jap. ハッピーエンド) - 156. MEMe - 157. Nannimo nai hi, suteki na hi (jap. なんにもない日、すてきな日) - 158. Hōseki (jap. 宝石) - 159. Kyōshin (jap. 共振) - 160. Eye - 161. Mirai (jap. 未来) - 162. Hoshino Akua (jap. 星野アクア) - 163. Kimi (jap. 君) - 164. Shūmaku (jap. 終幕) - 165. Soshite (jap. そして) - 166. Hoshi (jap. 星) |                      |                        |                      |                        |